# Puchar Świata w skokach narciarskich 1987/1988
Puchar Świata w skokach narciarskich 1987/1988 – 9. edycja Pucharu Świata mężczyzn w skokach narciarskich, która rozpoczęła się 5 grudnia 1987 w Thunder Bay, a zakończyła 27 marca 1988 w Planicy.

## Zwycięzcy

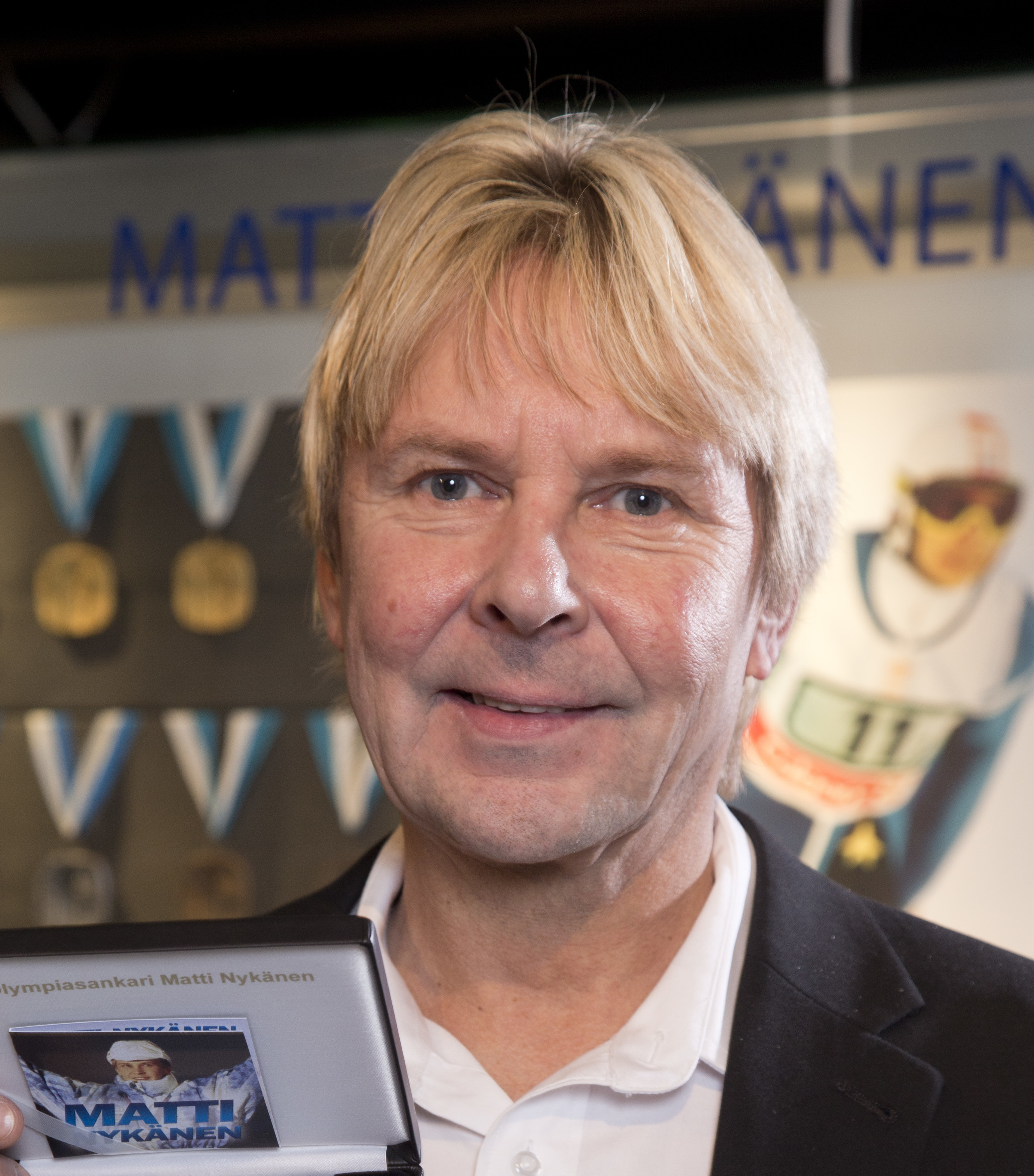
Matti Nykänen zwycięzca klasyfikacji generalnej Pucharu Świata, zwycięzca 36. Turnieju Czterech Skoczni oraz zwycięzca Turnieju Szwajcarskiego 1988
Reprezentacja Finlandii zwycięzca klasyfikacji generalnej Pucharu Narodów

## Kalendarz i wyniki
| Lp.                                                                          | Data                                                                  | Miejscowość                                                           | Punkt K                                                               | Uwagi                                                                 | 1. miejsce    | 2. miejsce           | 3. miejsce              |
| ---------------------------------------------------------------------------- | --------------------------------------------------------------------- | --------------------------------------------------------------------- | --------------------------------------------------------------------- | --------------------------------------------------------------------- | ------------- | -------------------- | ----------------------- |
| 1.                                                                           | 5 grudnia 1987                                                        | Thunder Bay                                                           | K-89                                                                  | –                                                                     | Matti Nykänen | Pavel Ploc           | Ernst Vettori           |
| 2.                                                                           | 6 grudnia 1987                                                        | Thunder Bay                                                           | K-120                                                                 | –                                                                     | Matti Nykänen | Jens Weißflog        | Vegard Opaas            |
| 3.                                                                           | 12 grudnia 1987                                                       | Lake Placid                                                           | K-114                                                                 | –                                                                     | Pavel Ploc    | Dieter Thoma         | Andreas Bauer           |
| 4.                                                                           | 13 grudnia 1987                                                       | Lake Placid                                                           | K-86                                                                  | –                                                                     | Pavel Ploc    | Jiří Parma           | Vegard Opaas            |
| 5.                                                                           | 19 grudnia 1987                                                       | Sapporo                                                               | K-90                                                                  | –                                                                     | Matti Nykänen | Werner Schuster      | Martin Švagerko         |
| 6.                                                                           | 20 grudnia 1987                                                       | Sapporo                                                               | K-115                                                                 | –                                                                     | Matti Nykänen | Jiří Parma           | Staffan Tällberg        |
| 7.                                                                           | 30 grudnia 1987                                                       | Oberstdorf                                                            | K-115                                                                 | TCS                                                                   | Pavel Ploc    | Matti Nykänen        | Staffan Tällberg        |
| 8.                                                                           | 1 stycznia 1988                                                       | Garmisch-Partenkirchen                                                | K-107                                                                 | TCS                                                                   | Matti Nykänen | Staffan Tällberg     | Jens Weißflog           |
| 9.                                                                           | 4 stycznia 1988                                                       | Innsbruck                                                             | K-109                                                                 | TCS                                                                   | Matti Nykänen | Andreas Bauer        | Jens Weißflog           |
| 10.                                                                          | 6 stycznia 1988                                                       | Bischofshofen                                                         | K-120                                                                 | TCS                                                                   | Matti Nykänen | Primož Ulaga         | Ole Christian Eidhammer |
| 36. Turniej Czterech Skoczni – klasyfikacja końcowa                          | 36. Turniej Czterech Skoczni – klasyfikacja końcowa                   | 36. Turniej Czterech Skoczni – klasyfikacja końcowa                   | 36. Turniej Czterech Skoczni – klasyfikacja końcowa                   | 36. Turniej Czterech Skoczni – klasyfikacja końcowa                   | Matti Nykänen | Jens Weißflog        | Jiří Parma              |
| —                                                                            | 9 stycznia 1988                                                       | Harrachov                                                             | K-120                                                                 | TCz                                                                   | odwołany      | odwołany             | odwołany                |
| —                                                                            | 10 stycznia 1988                                                      | Liberec                                                               | K-120                                                                 | TCz                                                                   | odwołany      | odwołany             | odwołany                |
| 11.                                                                          | 17 stycznia 1988                                                      | Gallio                                                                | K-95                                                                  | –                                                                     | Ernst Vettori | Primož Ulaga         | Jiří Parma              |
| 12.                                                                          | 20 stycznia 1988                                                      | Sankt Moritz                                                          | K-94                                                                  | TS                                                                    | Matti Nykänen | Erik Johnsen         | Remo Lederer            |
| 13.                                                                          | 22 stycznia 1988                                                      | Gstaad                                                                | K-88                                                                  | TS                                                                    | Pavel Ploc    | Miran Tepeš          | Jens Weißflog           |
| 14.                                                                          | 24 stycznia 1988                                                      | Engelberg                                                             | K-120                                                                 | TS                                                                    | Jens Weißflog | Matti Nykänen        | Andreas Felder          |
| Turniej Szwajcarski 1988 – klasyfikacja końcowa                              | Turniej Szwajcarski 1988 – klasyfikacja końcowa                       | Turniej Szwajcarski 1988 – klasyfikacja końcowa                       | Turniej Szwajcarski 1988 – klasyfikacja końcowa                       | Turniej Szwajcarski 1988 – klasyfikacja końcowa                       | Matti Nykänen | Miran Tepeš          | Ernst Vettori           |
|                                                                              |                                                                       |                                                                       |                                                                       |                                                                       |               |                      |                         |
| Zimowe Igrzyska Olimpijskie 1988 • Calgary, 13–28 lutego 1988                |                                                                       |                                                                       |                                                                       |                                                                       |               |                      |                         |
|                                                                              |                                                                       |                                                                       |                                                                       |                                                                       |               |                      |                         |
| 15.                                                                          | 5 marca 1988                                                          | Lahti                                                                 | K-90                                                                  | ZwL                                                                   | Matti Nykänen | Jan Boklöv           | Erik Johnsen            |
| 16.                                                                          | 6 marca 1988                                                          | Lahti                                                                 | K-114                                                                 | ZwL                                                                   | Matti Nykänen | Jan Boklöv           | Erik Johnsen            |
|                                                                              |                                                                       |                                                                       |                                                                       |                                                                       |               |                      |                         |
| Mistrzostwa Świata w Lotach Narciarskich 1988 • Oberstdorf, 10–13 marca 1988 |                                                                       |                                                                       |                                                                       |                                                                       |               |                      |                         |
|                                                                              |                                                                       |                                                                       |                                                                       |                                                                       |               |                      |                         |
| 17.                                                                          | 18 marca 1988                                                         | Meldal                                                                | K-105                                                                 | [ b ]                                                                 | Erik Johnsen  | Oliver Strohmaier    | Jiří Malec              |
| 18.                                                                          | 20 marca 1988                                                         | Oslo                                                                  | K-105                                                                 | HSF                                                                   | Erik Johnsen  | Ole Gunnar Fidjestøl | Günther Stranner        |
| 19.                                                                          | 26 marca 1988                                                         | Planica                                                               | K-92                                                                  | –                                                                     | Primož Ulaga  | Pavel Ploc           | Ernst Vettori           |
| 20.                                                                          | 27 marca 1988                                                         | Planica                                                               | K-120                                                                 | –                                                                     | Primož Ulaga  | Rajko Lotrič         | Didier Mollard          |
| Puchar Świata w skokach narciarskich 1987/1988 – klasyfikacja końcowa        | Puchar Świata w skokach narciarskich 1987/1988 – klasyfikacja końcowa | Puchar Świata w skokach narciarskich 1987/1988 – klasyfikacja końcowa | Puchar Świata w skokach narciarskich 1987/1988 – klasyfikacja końcowa | Puchar Świata w skokach narciarskich 1987/1988 – klasyfikacja końcowa | Matti Nykänen | Pavel Ploc           | Primož Ulaga            |

## Klasyfikacje

### Klasyfikacja indywidualna
| Źródło  | Źródło               | Źródło | Źródło |
| Miejsce | Zawodnik             | Punkty |        |
| ------- | -------------------- | ------ | ------ |
| 1.      | Matti Nykänen        | 282    |        |
| 2.      | Pavel Ploc           | 187    |        |
| 3.      | Primož Ulaga         | 127    |        |
| 4.      | Jiří Parma           | 125    |        |
| 5.      | Ernst Vettori        | 114    |        |
| 6.      | Jens Weißflog        | 111    |        |
| 7.      | Erik Johnsen         | 106    |        |
| 8.      | Miran Tepeš          | 96     |        |
| 9.      | Ole Gunnar Fidjestøl | 82     |        |
| 10.     | Jan Boklöv           | 64     |        |
| ...     |                      |        |        |

### Klasyfikacja drużynowa
| Źródło  | Źródło            | Źródło | Źródło |
| Miejsce | Reprezentacja     | Punkty |        |
| ------- | ----------------- | ------ | ------ |
| 1.      | Finlandia         | 541    |        |
| 2.      | Czechosłowacja    | 425    |        |
| 3.      | Norwegia          | 412    |        |
| 4.      | Austria           | 333    |        |
| 5.      | Jugosławia        | 310    |        |
| 6.      | RFN               | 180    |        |
| 7.      | Szwecja           | 165    |        |
| 8.      | NRD               | 153    |        |
| 9.      | Szwajcaria        | 77     |        |
| 10.     | Kanada            | 68     |        |
| 11.     | Stany Zjednoczone | 33     |        |
| 12.     | Włochy            | 28     |        |
| 13.     | Francja           | 20     |        |
| 14.     | Polska            | 9      |        |
| 15.     | Japonia           | 5      |        |
| 15.     | ZSRR              | 5      |        |
| 17.     | Bułgaria          | 2      |        |